# 李用中 (萬曆己丑進士)
李用中（1563年—？），字詢蕘，號俞所，陕西西安府朝邑县寺后社人。明朝政治人物、進士出身。

## 生平
萬曆十六年（1588年）戊子科舉人，十七年（1589年）己丑科進士，三仕爲縣令，皆有名绩，而内江、上蔡尤號難治。用中砥砺廉隅，调剂宽猛，甚得物情。徵入爲兵部武選郎，奉敕清黄，清釐奸弊，貴势斂手，無敢撼，時論壮之。歴八載，出爲河南參議，過里，卒于家。